# Growth investing
Il growth investing è una strategia d'investimento focalizzata sull'apprezzamento del capitale. Coloro che seguono questo approccio, chiamati growth investors, investono in società che mostrano segni di crescita superiore alla media, anche se il prezzo delle azioni appare costoso in termini di parametri quali il rapporto prezzo-utili o il rapporto prezzo/valore contabile degli asset. Nell'uso comune, il termine "growth investing" è in netto contrasto con il value investing.
Tuttavia, alcuni importanti investitori come Warren Buffett hanno affermato che non esiste alcuna differenza teorica tra i concetti di valore e crescita, poiché la crescita è sempre una componente nel calcolo del valore, costituendo una variabile la cui importanza può variare dall'essere trascurabile all'essere significativa e il cui impatto può essere negativo oltre che positivo.  Buffett ha riconosciuto l'influenza del suo socio in affari Charlie Munger da questo punto di vista, affermando che "è meglio acquistare una società meravigliosa al prezzo giusto piuttosto che l'azienda giusta ad un prezzo meraviglioso".
Thomas Rowe Price, Jr. è stato definito "il padre del growth investing" per via del suo lavoro di definire e promuovere il growth investing attraverso la sua società T. Rowe Price, che fondò nel 1937 e che ora è una società multinazionale di investimenti quotata in borsa.
Influente nel dare forma a questo stile d'investimento fu Philip Arthur Fisher, il cui libro "Common Stocks and Uncommon Profits" (1958) è ancora oggi un riferimento per identificare le growth companies (società in crescita).

## Crescita ad un prezzo ragionevole
"La crescita ad un prezzo ragionevole" è una strategia che combina aspetti del growth investing e del value investing. Gli investitori in cerca di una crescita a prezzo ragionevole cercano titoli che possono realizzare una crescita superiore alla media, ma che non siano troppo costosi.
Dopo lo scoppio della bolla delle dot-com, "la crescita ad ogni costo" ha perso terreno. Fissare un prezzo alto per un titolo nella speranza di una crescita elevata può essere rischioso, poiché se il tasso di crescita non riesce a soddisfare le aspettative, il prezzo del titolo può crollare. Ora è spesso più di moda cercare azioni con tassi di crescita elevati che sono scambiati a valutazioni ragionevoli.
Alla fine degli anni '1990, è stato dimostrato che il rendimento dei titoli value non sempre supera quello dei titoli growth. Inoltre, rendimenti elevati su titoli con alto valore intrinseco non sempre indicano una violazione dell'ipotesi di efficienza del mercato. È possibile che la redditività anormale di tali titoli sia causata dall'aumento del rischio inerente a questo tipo di attività.

## Veicoli di growth investment
Vi sono molti modi per eseguire una strategia di growth investment strategy. alcuni di questi includono:
- mercati emergenti
- recovery shares
- blue chip
- azioni tecnologiche
- società più piccole
- situazioni speciali